# Joanna Poraska

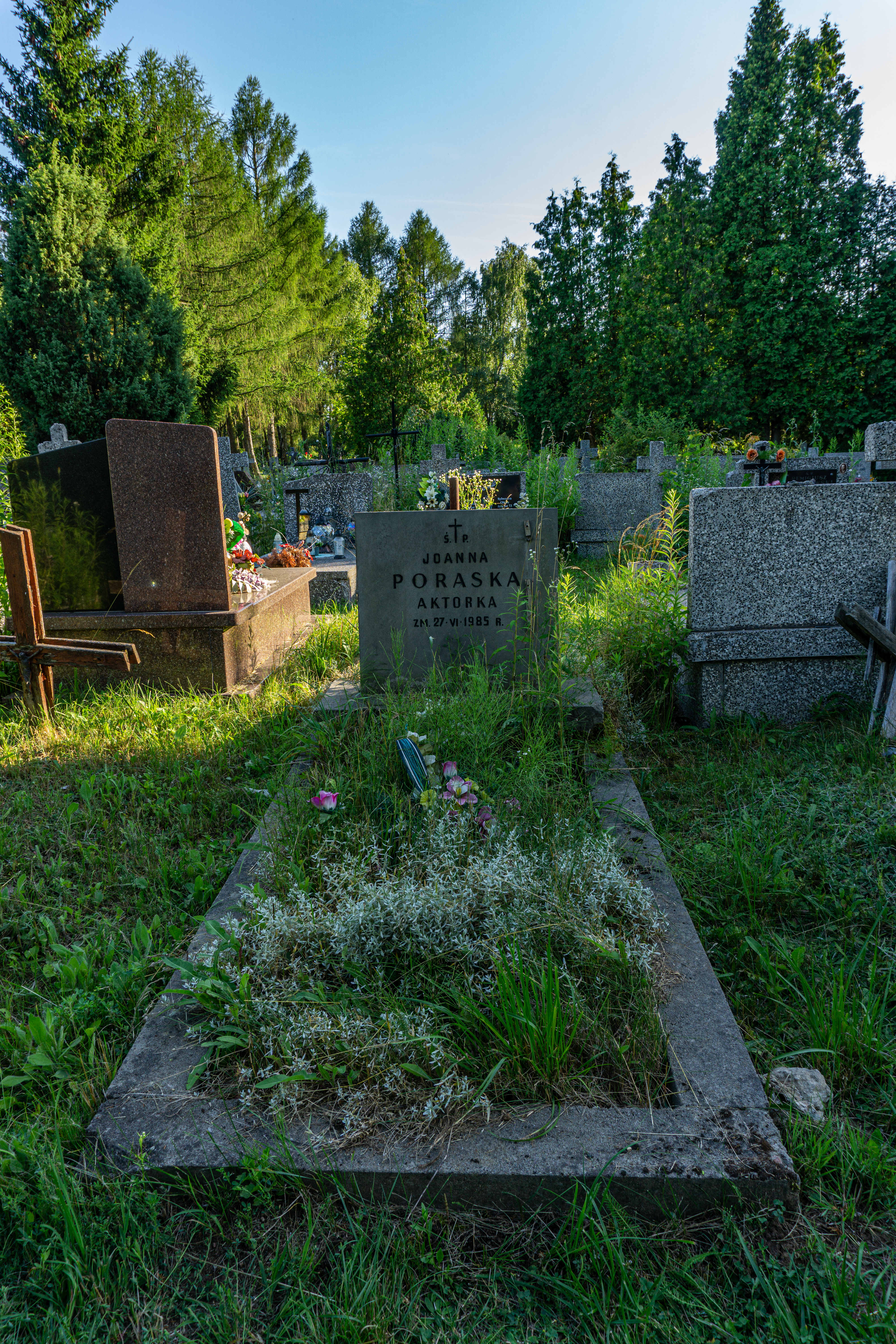
Grób Joanny Poraskiej na cmentarzu Komunalnym Północnym w Warszawie

Joanna Poraska (ur. 28 lutego 1902 w Lisowie Radomskim, zm. 27 czerwca 1985 w Warszawie) – polska aktorka teatralna i filmowa, reżyser.

## Życiorys
W latach 1922–23 była słuchaczką Instytutu Reduty. W sezonie 1923/24 występowała w Teatrze Reduta, a następnie m.in. w Teatrze Letnim w Warszawie, Teatrze Miejskim w Lublinie oraz na innych scenach Warszawy, Płocka i Lwowa. W latach 1930–33 studiowała romanistykę we Francji, gdzie pracowała też przy dubbingowaniu filmów angielskich i niemieckich na język francuski. Po powrocie do Warszawy w 1934 wygrała konkurs na spikera radiowego i do 1939 pracowała w Polskim Radiu w Warszawie (okresowo też w rozgłośni poznańskiej). Od 1936 prowadziła audycję Podwieczorek przy mikrofonie. Brała udział w wojnie obronnej 1939, za co została odznaczona Krzyżem Walecznych. W latach 1944–45 kontynuowała pracę radiową w Lublinie, następnie powróciła do pracy aktorskiej
.
Ponownie zadebiutowała 5 grudnia 1947 w Teatrze Miejskim w Jeleniej Górze rolą baronowej w Szlachectwie duszy Jana Chęcińskiego. Grała na scenach Teatru Studio w Warszawie (1947), Teatru Miejskiego w Jeleniej Górze (1947–1948), Ludowego Teatru Muzycznego w Warszawie (1950) i Teatru Sensacji w Warszawie (1959). W latach 1951–1952 wyreżyserowała kilka przedstawień w Teatrze Ziemi Rzeszowskiej w Rzeszowie i Teatrze Ziemi Opolskiej w Opolu.
Występowała również w Teatrze Telewizji, m.in. w spektaklach: Mieszczanie Maksima Gorkiego w reż. Gustawa Holoubka (1976), Wet za wet Tomasza Manna w reż. Konrada Nałęckiego (1976), Sublokatorzy Karoly Szakonyi w reż. Laco Adamika (1977), Wielki człowiek Ala Morgana w reż. Andrzeja Chrzanowskiego (1980) oraz w roli Pani Trevillac w Ładnej historii Gastona A. de Caillavet i Roberta de Flers w reż. Edwarda Dziewońskiego (1980).     
Zmarła 27 czerwca 1985 w Warszawie i została pochowana na Cmentarzu Komunalnym Północnym na Wólce Węglowej w Warszawie (kwatera W-IV-15-5-13).

## Filmografia (wybór)
- Szkice węglem (1956) – dziedziczka Aneczka
- Chłopcy (1973) – babcia Peloponez, pensjonariuszka domu starców
- Bilans kwartalny (1974)
- Polskie drogi (serial telewizyjny, 1976) – urzędniczka na poczcie (odc. 2. Obywatele GG, odc. 4. Na tropie  i odc. 5. Lekcja geografii)
- Granica (1977) – starsza pani w salonie Kolichowskiej
- Lalka (serial telewizyjny, 1977) – babcia Mincel (odc. 2. Pamiętnik starego subiekta)
- Ojciec królowej (1979) – babcia de Charentes
- Panny z Wilka (1979) – matka sióstr
- Sherlock Holmes and Doctor Watson (serial telewizyjny, 1980) – madame Soule (odc. 10. Zapowiedź śmierci)
- Białe tango (serial telewizyjny, 1981) – staruszka przed okienkiem w aptece (odc. 1. Druga miłość )
- Pensja pani Latter (1982) – staruszka u panny Malinowskiej
- Prognoza pogody (1982) – pensjonariuszka
- Krzyk (1982) – pensjonariuszka Domu Starców

## Odznaczenia i nagrody
- Krzyż Oficerski Orderu Odrodzenia Polski (1975)
- Krzyż Kawalerski Orderu Odrodzenia Polski (1970)
- Krzyż Walecznych (1939)
- Złoty Krzyż Zasługi (1955)
- Medal 40-lecia Polski Ludowej (1984)